# Gare de Montry - Condé
Pour les articles homonymes, voir Gare de Condé (homonymie).
La gare de Montry - Condé est une halte ferroviaire française de la ligne d'Esbly à Crécy-la-Chapelle, située sur le territoire de la commune de Montry, à proximité de Condé-Sainte-Libiaire dont elle est séparée par le Grand Morin, dans le département de Seine-et-Marne en région Île-de-France.
La station est mise en service par la compagnie des chemins de fer de l'Est, lorsqu'elle ouvre au service commercial la section de ligne de Esbly à Crécy le 12 juillet 1902. C'est aujourd'hui une halte de la Société nationale des chemins de fer français (SNCF) desservie par les trains du réseau Transilien Paris-Est (ligne P).
Le 22 mars 2025, la ligne d'Esbly à Crécy est renommée T14.

## Situation ferroviaire
La gare de Montry - Condé, édifiée à 46 m d'altitude, est située au point kilométrique (PK) 2,715 de la ligne à voie unique d'Esbly à Crécy-la-Chapelle, entre les gares de Esbly, dont elle était séparée par la halte aujourd'hui fermée des Champs Forts, et Couilly - Saint-Germain - Quincy.

## Histoire

### Genèse
Dès le 17 juillet 1879, une première loi mentionne une ligne d'intérêt général d'Esbly à Coulommiers. La loi du 30 avril 1886 confirme ce choix, en concédant « à titre éventuel » cette ligne à la compagnie des chemins de fer de l'Est. Il faut attendre le 10 août 1893 pour que paraisse le décret, signé par le président de la République Sadi Carnot, confirmant la concession tout en la déclarant d'utilité publique. Les tractations pour le tracé et le financement retardent le début des travaux qui n'intervient qu'en 1895.
Le 17 octobre 1897, monsieur le maire de Montry convoque une session extraordinaire de son conseil municipal pour débattre de la proposition d'établir une halte sur la commune, faite par la compagnie de l'Est. Un vœu est émis pour que soit établi une voie de garage permettant le chargement des nombreuses marchandises que ne manqueront pas d'apporter les entreprises locales. L'ouverture de la halte a lieu lors de la mise en service la ligne le 12 juillet 1902.

### Bâtiment voyageurs
La construction de la halte de Montry - Condé et de celle, voisine, de Villiers-Montbarbin fut, pour les Chemins de fer de l'Est, l'occasion de mettre au point un nouveau type de bâtiment de halte de type A avec une disposition asymétrique qui comprend :
- un bâtiment haut servant de logement pour le chef de gare ;
- une aile basse abritant le guichet, une consigne pour les bagages et une petite salle des pas perdus.

Les bâtiments des deux haltes de la ligne ne sont pas identiques, celui de Villiers étant plus petit (aile basse moins longue et bâtiment plus étroit) mais leurs décorations et caractéristiques étaient les mêmes. Les deux autres gares de la ligne Couilly - Saint-Germain - Quincy et Crécy-la-Chapelle appartiennent, elles aussi, à un type nouveau mis au point sur cette ligne et qui fera école sur tout le réseau.
Ce plan-type devint le plan standard pour les haltes ; plusieurs bâtiments identiques furent édifiés sur tout le réseau de l'Est. En 1903, la Compagnie de l'Est revoit sa conception architecturale et met au point un type de bâtiment dérivé de ces haltes mais avec des dimensions, une disposition interne et un aspect extérieur légèrement remaniés. De nouveaux bâtiments standard d'aspect proche seront également créés cette année-là pour les gares plus grandes mais aussi les maisons de garde-barrière. Des bâtiments dits de 1903 seront édifiés par dizaines, notamment pour remplacer les gares détruites durant la Première Guerre mondiale.
En 2022, selon les estimations de la SNCF, la fréquentation annuelle de la gare est de 42 061 voyageurs. Les chiffres de 2023 indiquent 66 131 voyageurs annuels. Il s'agit donc de la gare la moins fréquentée de la ligne Esbly - Crécy-la-Chapelle, derrière celle de Villiers-Montbarbin. 

## Services voyageurs

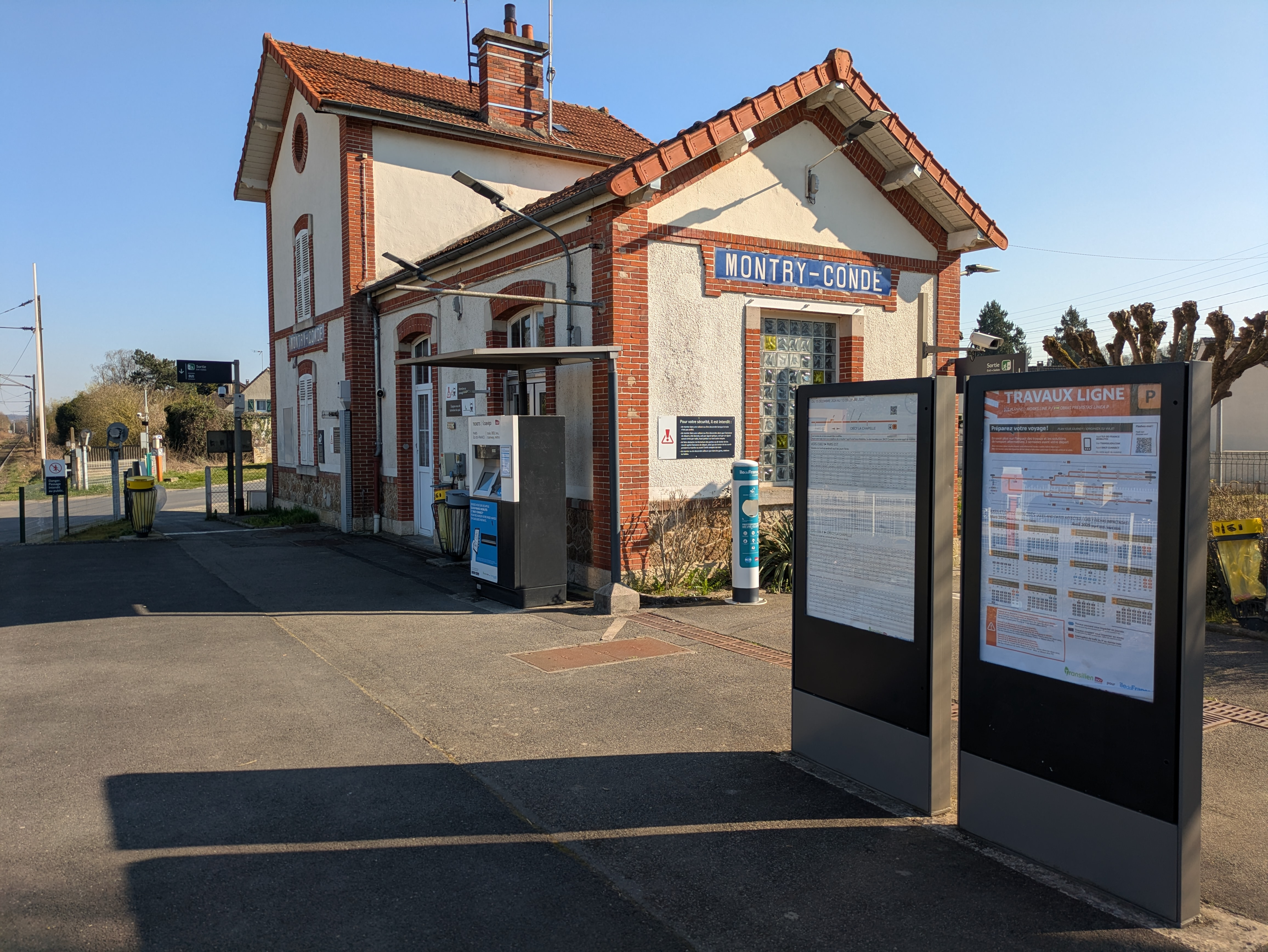
L'entrée de la halte avec le mobilier Transilien devant l'ancien bâtiment voyageurs.

### Accueil
Halte SNCF à entrée libre, elle offre le minimum d'équipement des arrêts du réseau Transilien avec, notamment un automate pour la vente des titres de transport Transilien.

### Desserte
La gare est desservie par un tram-train circulant sur la ligne d'Esbly à Crécy-la-Chapelle. En gare d'Esbly, le tram-train assure la correspondance avec les trains du réseau Transilien Paris-Est (ligne P) de la ligne Paris à Meaux via Chelles.

### Fréquentation
De 2015 à 2023, selon les estimations de la SNCF, la fréquentation annuelle de la gare s'élève aux nombres indiqués dans le tableau ci-dessous.
| Année     | 2015   | 2016   | 2017   | 2018   | 2019   | 2020   | 2021   | 2022   | 2023   |
| --------- | ------ | ------ | ------ | ------ | ------ | ------ | ------ | ------ | ------ |
| Voyageurs | 64 462 | 61 455 | 58 286 | 54 662 | 50 924 | 23 320 | 54 070 | 42 061 | 66 131 |

### Intermodalité
La gare est desservie par les lignes 2264 et 60 du réseau de bus de Marne-la-Vallée et par les lignes 4, 4A et 4B du réseau de bus Meaux et Ourcq.